# História da botânica

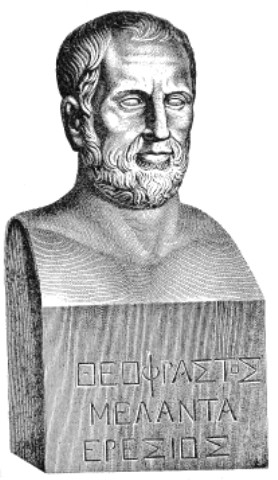
Busto de Teofrasto, considerado como o pai da botânica

A história da botânica é a exposição e narração das ideias, investigações e obras relacionadas com a descrição, classificação, funcionamento, distribuição e relações dos organismos pertencentes aos reinos Fungi, Chromista e Plantae através dos diferentes períodos históricos. 
Desde a antiguidade, o estudo dos vegetais foi abordado através de dias aproximações bastante diferentes: a teórica e a utilitária. A partir do primeiro tipo de aproximação, com a denominação de botânica pura, a ciência das plantas foi erigida pelos seus próprios méritos como uma parte integral da biologia. A partir da concepção utilitária, com a denominação de botânica aplicada, a ciência das plantas era concebida como uma disciplina subsidiária da medicina ou da agronomia. Nos diferentes períodos da sua evolução, uma ou outra aproximação predominava, embora nas suas origens, que datam do século VIII a.C., a aproximação aplicada foi a que teve mais evidência.
A botânica, como muitas outras ciências, alcançou a primeira expressão definida dos seus princípios e problemas na Grécia Antiga, tendo posteriormente continuado o seu desenvolvimento durante a época do Império Romano. Teofrasto, discípulo de Aristóteles e considerado o pai da botânica, escreveu duas obras importantes que podem assinalar como sendo a origem desta ciência: De historia plantarum (‘História das plantas’) e De causis plantarum (‘Sobre as causas das plantas’). Depois da queda do Império Romano, no século V, todas as conquistas alcançadas na antiguidade clássica tiveram que ser redescobertas a partir do século XII, por se terem ignorado ou perdido boa parte delas durante a Baixa Idade Média. A tradição conservadora da Igreja e o trabalho de poucas personalidades fizeram avançar, ainda que muito lentamente, o conhecimento dos vegetais durante esse período.
Nos séculos XV e XVI. a botânica desenvolveu-se como uma disciplina científica, separada do herbalismo e da medicina, embora tenha continuado a dar contribuições para ambas. Diversos factores permitiram o desenvolvimento e progresso da botânica durante estes séculos: a invenção da imprensa, a aparição do papel para a elaboração de herbários e o desenvolvimento dos jardins botânicos, tudo isto conjugado com o desenvolvimento da arte e ciência da navegação marítima que permitiu a realização de expedições botânicas. Todos estes factores juntos levaram a um aumento apreciável do número de espécies conhecidas e permitiram a difusão do conhecimento local ou regional a uma escala global.
Impulsada pelas obras de Galileu Galilei, Johannes Kepler, Francis Bacon e René Descartes, durante o século XVII originou-se a ciência moderna. Devido à crescente necessidade dos naturalistas europeus de fazerem intercâmbio de ideias e de informação, começaram a ser fundadas as primeiras academias científicas. Joachim Jungius foi o primeiro cientista que combinou uma mentalidade treinada em filosofia com observações exactas das plantas. Possuía a habilidade de definir os termos com exactidão e como tal, de reduzir o uso de termos vagos ou arbitrários na sistemática. É considerado o fundador da linguagem científica, que mais tarde foi desenvolvida pelo inglês John Ray e aperfeiçoada pelo sueco Lineu.
A Lineu são atribuídas várias inovações centrais em taxonomia. Em primeiro lugar, a utilização da nomenclatura binomial das espécies em ligação com uma rigorosa caracterização morfológica das mesmas. Em segundo lugar, o uso de una terminologia exacta. Baseado no trabalho de Jungius, Lineu definiu com precisão vários termos morfológicos que seriam utilizados nas suas descrições de cada espécie ou género, em particular aqueles relacionados com a morfologia floral e com a morfologia do fruto. Não obstante, o mesmo Lineu notou as falhas d o seu sistema e procurou em vão novas alternativas. O seu conceito da constância de cada espécie foi um obstáculo óbvio na tentativa de estabelecer um sistema natural, já que essa concepção de espécie negava a existência das variações naturais, essenciais para o desenvolvimento de um sistema natural. Esta contradição permaneceu durante muito tempo e não foi resolvida até 1859, com a obra de Charles Darwin. Durante os séculos XVII e XVIII também se originaram duas disciplinas científicas que, a partir desse momento, iriam ter uma influência importante no desenvolvimento de todas as áreas da botânica: a anatomia vegetal e a fisiologia vegetal.
As ideias essenciais da teoria da evolução por selecção natural de Darwin influenciaram muito a concepção da classificação dos vegetais. Desse modo, apareceram as classificações filogenéticas, baseadas nas relações de proximidade evolutiva entre as diferentes espécies, reconstruindo a história da sua diversificação desde a origem da vida na Terra até à actualidade. O primeiro sistema admitido como filogenético foi o contido na obra Syllabus der Planzenfamilien (1892) de Adolf Engler e conhecido mais tarde como Sistema de Engler, cujas numerosas adaptações posteriores formaram a base de um marco universal de referência segundo o qual se organizaram muitos tratados de floras e herbários de todo o mundo, se bem que os seus princípios para interpretar o processo evolutivo nas plantas foram abandonados pela ciência moderna.
Os séculos XIX e XX foram fecundos nas investigações botânicas, tendo levado à criação de numerosas disciplinas como a ecologia, a fitogeografia, a citogenética e a biologia molecular e nas últimas décadas, a uma concepção da taxonomia baseada na filogenia e nas análises moleculares de ADN e à primeira publicação da sequência do genoma de una angiospérmica: Arabidopsis thaliana.

## Idade Antiga
As sociedades nómadas de caçadores-recolectores transmitiam por tradição oral o que conheciam, por observações empíricas, sobre os diferentes tipos de plantas que utilizavam para comida, abrigo, venenos, práticas curativas, cerimoniais e rituais. O uso das plantas por estas sociedades pré-literadas influenciaram o modo como as plantas eram nomeadas e classificadas; os seus usos estavam imersos em taxonomias populares, o modo como eram agrupados de acordo com a comunicação do dia-a-dia. O estilo de vida nómada mudou de maneira drástica quando comunidades sedentárias foram estabelecidas, em cerca de doze locais à volta do mundo, durante a revolução neolítica, que se desenvolveu entre 10000 e 2500 anos atrás, dependendo da região. Com estas comunidades veio o desenvolvimento de tecnologia e das habilidades necessárias para a domesticação das plantas e animais, e o aparecimento da palavra escrita providenciou a evidência da passagem do conhecimento sistemático e cultura de uma geração para a seguinte.

### Sabedoria popular e selecção das plantas

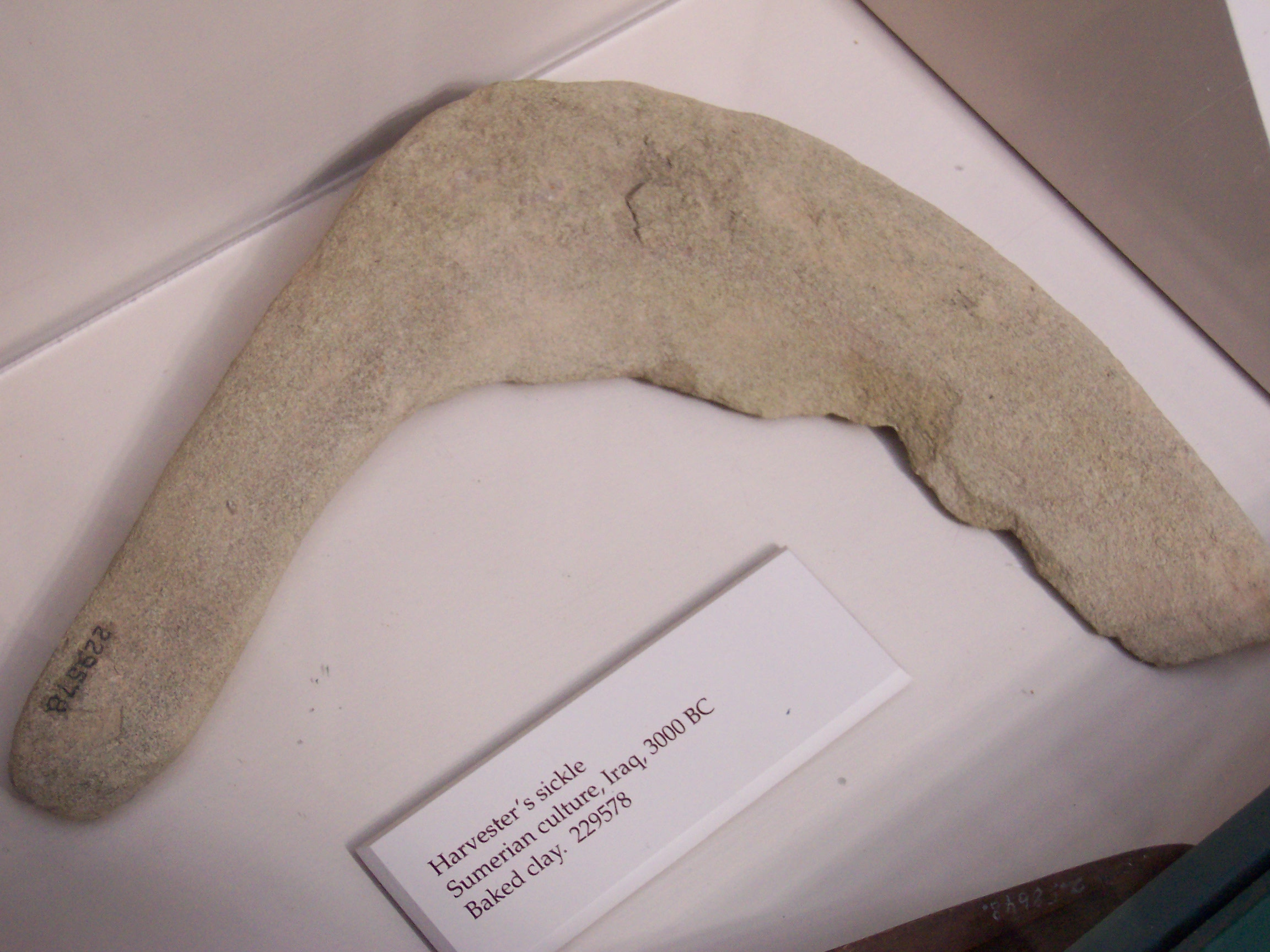
Uma foice suméria, datada de

Durante a revolução neolítica, o conhecimento sobre as plantas aumentou sobretudo através do uso das mesmas na alimentação e na medicina. Todos os alimentos básicos de hoje em dia foram domesticados nos tempos pré-históricos, à medida que o processo de selecção das variedades mais produtivas tive lugar, possivelmente mesmo de modo desconhecido, ao longo e centenas e milhares de anos. Os legumes eram cultivados em todos os continentes, mas os cereais constituíam a maior parte da dieta normal: arroz na Ásia Oriental, trigo e cevada no Médio Oriente, e milho na América Central e América do Sul. Por altura da época greco-romana, os alimentos vegetais populares de hoje em dia, incluindo uvas, maçãs, figos e azeitonas, eram listadas como variedades nomeadas em manuscritos ancestrais. William Thomas Stearn, uma autoridade em botânica comentou que "as plantas cultivadas eram a herança mais vital e preciosa da humanidade desde a antiguidade remota".
Foi também no neolítico, por volta de 3 000 a.C., que apareceram as primeiras ilustrações conhecidas sobre plantas e descrições de jardins impressionantes no Egito. No entanto, a protobotânica, o primeiro registo escrito pré-científico sobre plantas, não começou com os alimentos; ela nasceu da literatura medicinal do Egito, China, Mesopotâmia e Índia. O historiador botânico Alan Morton nota que a agricultura era a ocupação das pessoas pobres e sem educação formal, enquanto que a medicina era o reino dos socialmente influentes xamãs, sacerdotes, boticários, magos e médicos, que tinham maior probabilidade de registar o seu conhecimento para a posteridade.

### Botânica antiga
índia antiga
A escrita védica da Índia menciona plantas que possuem propriedades mágicas.
O Sushruta Samhita menciona especificamente cerca de 700 plantas que foram utilizadas para fins medicinais. O texto enfatiza a importância do uso de plantas para tratar várias doenças e fornece uma compreensão abrangente da medicina herbal na Índia Antiga.
Por outro lado, o Charaka Samhita é outro importante texto [[Aiurveda|aiurvédico que inclui um sistema de classificação de plantas. Essa classificação é baseada em diferentes critérios, como o habitat da planta, a presença de flores e frutos e o modo de propagação. Ao categorizar as plantas de acordo com essas características, o texto teve como objetivo organizar e sistematizar o vasto conhecimento sobre plantas medicinais na Índia.
China antiga
Na China antiga, listas de diferentes concocções de plantas e ervas para uso farmacêutico datam pelo menos até ao Período dos Reinos Combatentes (481–221). Muitos escritores chineses contribuíram ao longo dos séculos para o conhecimento escrito sobre os medicamentos herbais. A Dinastia Hã (202–220 a.C.) inclui a notável obra Huangdi Neijing e o famoso farmacologista Zhang Zhongjing. De referência também o cientista e estadista do século XI, Su Song, e Shen Kuo, com a compilação de tratados eruditos sobre história natural, com ênfase para a medicina herbal.

### Antiguidade clássica

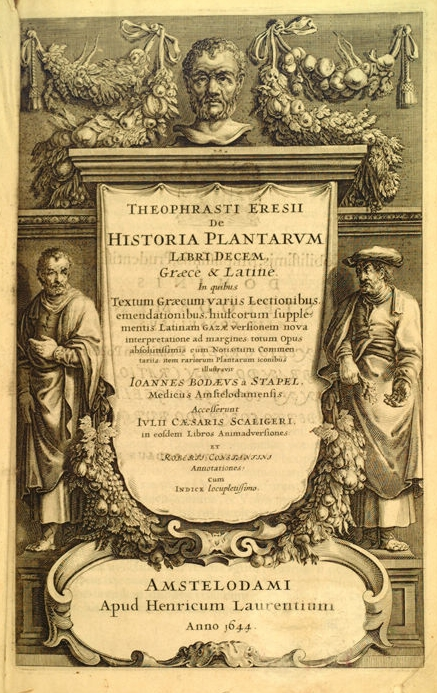
Frontispicio da edição ilustrada de 1644 de De historia plantarum de Teofrasto

A ciência das plantas, como muitas outras, teve a primeira expressão definida dos seus princípios e problemas na Grécia Clássica. Posteriormente foi durante e Império Romano que o desenvolvimento continuou. Entre todas as figuras desta época destacam-se Aristóteles, Teofrasto, Plínio, o Velho e Dioscórides.
Aristóteles (384–322 a.C.) recompilou uma valiosa informações sobre espécimenes vegetais e animais de uma parte subtancial do mundo então conhecido, dividindo as plantas en dois grupos, "plantas com flor" e "plantas sem flor", incluindo neste último grupo os fetos, os musgos, as hepáticas, os fungos e as algas observadas até então.
Um primeiro interesse científico pelas plantas, influenciado pela filosofia, é encontrado na obra do grego Empédocles (490–430 a.C.), o representante mais conhecido da escola pitagórica. Explicou que as plantas não só possuem alma, mas também alguma forma de sentido comum, porque, por muito que sejam impedidas, insistem na sua intenção e crescem em direcção à luz. Empédocles também assinalou que o corpo de uma planta não forma um todo integrado, como o corpo de um animal, mas que parece como se cada parte vivesse e crescesse por sua conta. Actualmente expressa-se a mesma ideia em termos de desenvolvimento aberto ou indeterminado.

#### Teofrasto e a origem da ciência botânica
A Atenas do século VI a.C. era um centro movimentado de comércio, na confluência das culturas egípcia, mesopotâmica e minoica, numa altura da colonização grega do Mediterrâneo. O pensamento filosófico deste período abarcava livremente diversos assuntos. Empédocles pressagiou a teoria evolutiva de Darwin, numa formulação grosseira da mutabilidade das espécies e da selecção natural. O médico Hipócrates (460–370 a.C.) colocou de parte a superstição dominante na sua época e fez uma aproximação aos métodos de cura através da observação e de testes da experiência. Nesta época, uma genuína curiosidade não-antropocêntrica sobre as plantas emergiu. As principais obras escritas sobre as plantas iam para além da descrição dos usos medicinais, descrevendo já tópicos sobre fitogeografia, morfologia, fisiologia, nutrição, crescimento e reprodução.

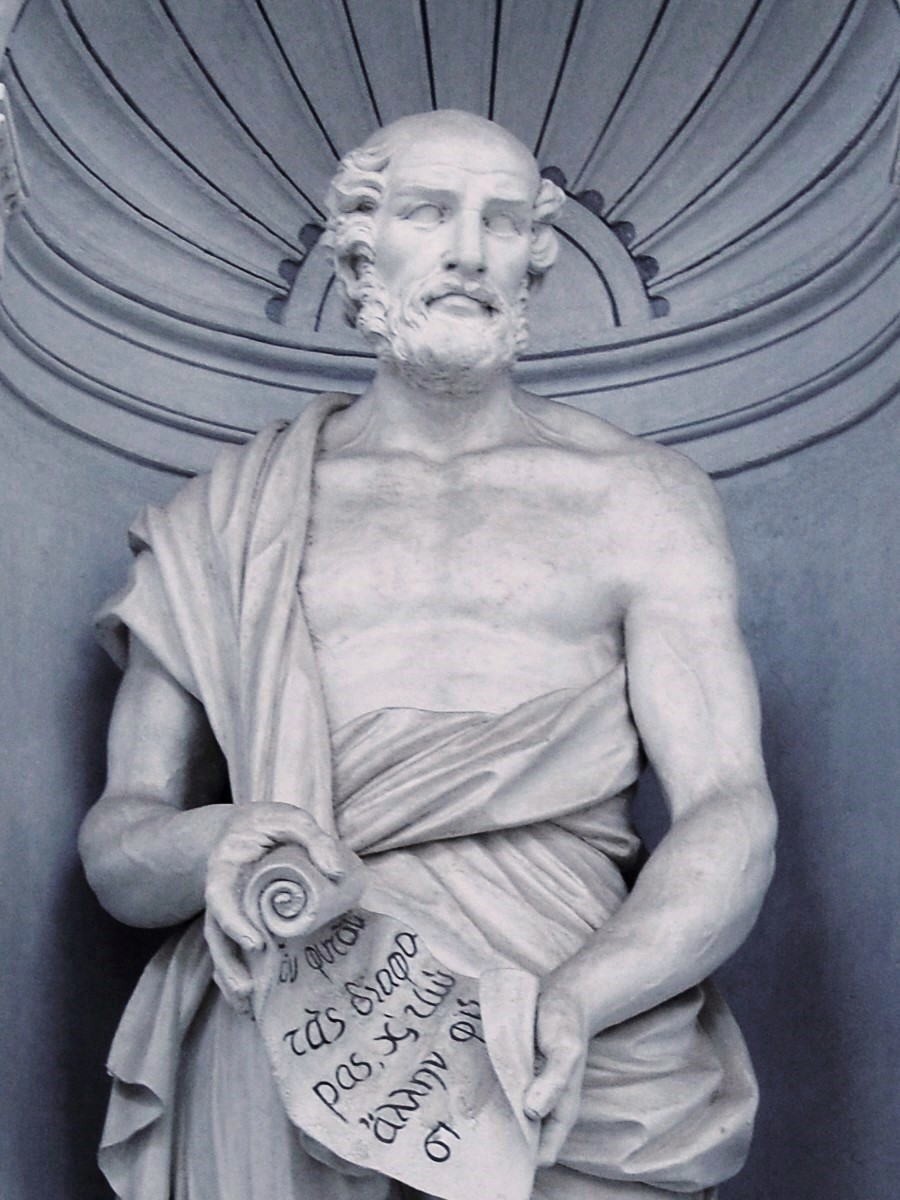
Estátua de Teofrasto
o "pai da botânica"
Jardim botânico de Palermo

Em lugar de destaque entre os estudiosos de botânica encontrava-se Teofrasto de Eresos (grego: Θεόφραστος; c. 371 - 287 a.C.), que é frequentemente designado como o "pai da botânica". Ele era um estudante e amigo chegado de Aristóteles (384–322 a.C.), tendo-lhe sucedido como líder do Liceu (um estabelecimento educacional tal como uma universidade moderna) em Atenas, com a sua tradição de filosofia peripatética. O tratado particular de Aristóteles sobre as plantas (θεωρία περὶ φυτῶν) ficou perdido, apesar de possuir muitas observações botânicas espalhadas pelas suas outras obras (foram compiladas por Christian Wimmer em Phytologiae Aristotelicae Fragmenta, 1836), mas elas dão pouco discernimento sobre o seu pensamento botânico. O Liceu orgulhava-se da sua tradição de observação sistemática de conexões causais, experimentação com espírito crítico e teorização racional. Teofrasto defrontou a supersticiosa medicina desenvolvida pelos médicos do seu tempo, denominados rhizotomi, e tambémo controlo exercido pela autoridade e tradição sacerdotal. Juntamente com Aristóteles, tutoraram Alexandre, o Grande, que desenvolvia as conquistas militares aparelhado com todos os recursos científicos da época. O jardim do Liceu de Atenas provavelmente tinha em sua posse muitos dos troféus botânicos coleccionados durante as suas campanhas assim como de outras explorações em terras distantes. Foi neste jardim que Teofrasto terá obtido grande parte do eu conhecimento botânico.
As obras principais de Teofrasto foram De historia plantarum (‘História das plantas’) e De causis plantarum (Sobre as causas das plantas), que eram notas das palestras dadas por ele no Liceu. A frase inicial de De historia plantarum apresenta-se como um manifesto botânico: "Devemos considerar os caracteres distintivos e a natureza geral das plantas, do ponto de vista da sua morfologia, o seu comportamento sob condições externasa, o seu modo de geração e todo o curso da sua vida". Esta é uma obra com 9 livros, sobre botânica aplicada, que lida com as formas e a classificação biológica das plantas e a botânica económica, examinando as técnicas da agricultura (relação das colheitas com o solo, clima, água e habitat) e da horticultura. Teofrasto descreveu por volta de 500 plantas em detalhe, muitas vezes incluindo descrições de habitat e distribuição geográfica, reconhecendo também alguns grupos de plantas que actualmente são família botânicas. Alguns termos que utilizou, como Crataegus, Daucus e Asparagus persistiram até à actualidade. A sua segunda obra, De causis plantarum, versa sobre o crescimento e reprodução das plantas (semelhante à fisiologia moderna). Tal como Aristóteles, ele agrupou as plantas em "árvores", "subarbustos", "arbustos" e "ervas", mas também fez outras várias importantes distinções e observações botânicas. Ele notou que as plantas poderiam ser anuais, perenes e bienais, que eram ou monocotiledóneas ou dicotiledóneas, notou também a diferença entre indeterminado e determinado, e aspectos da estrutura floral, incluindo o grau de fusão das pétalas, a posição do ovário entre outros. Estas notas das palestras de Teofrasto compreendem a primeira exposição clara dos rudimentos de anatomia, fisiologia, morfologia e ecologia vegetais, apresentados de uma forma que não seria reproduzida nos 18 séculos seguintes.
Entretanto, o estudo das plantas medicinais não tinha sido negligenciado e uma síntese completa da farmacologia da Grécia Antiga foi compilada em Materia Medica, por volta de 60 a.C., por Dioscórides (c. 40 - 90), um médico grego no exército romano. Esta obra provou ser o texto definitivo sobre ervas medicinais, no mundo oriental e ocidental, por cerca de 15 séculos, até ao despontar do Renascimento europeu, tendo sido copiado servilmente vezes sem conta através desse período.. Apesar de possui extensa informação médica, com descrições de 600 ervas medicinais, o conteúdo botânico era extremamente limitado.

#### Roma

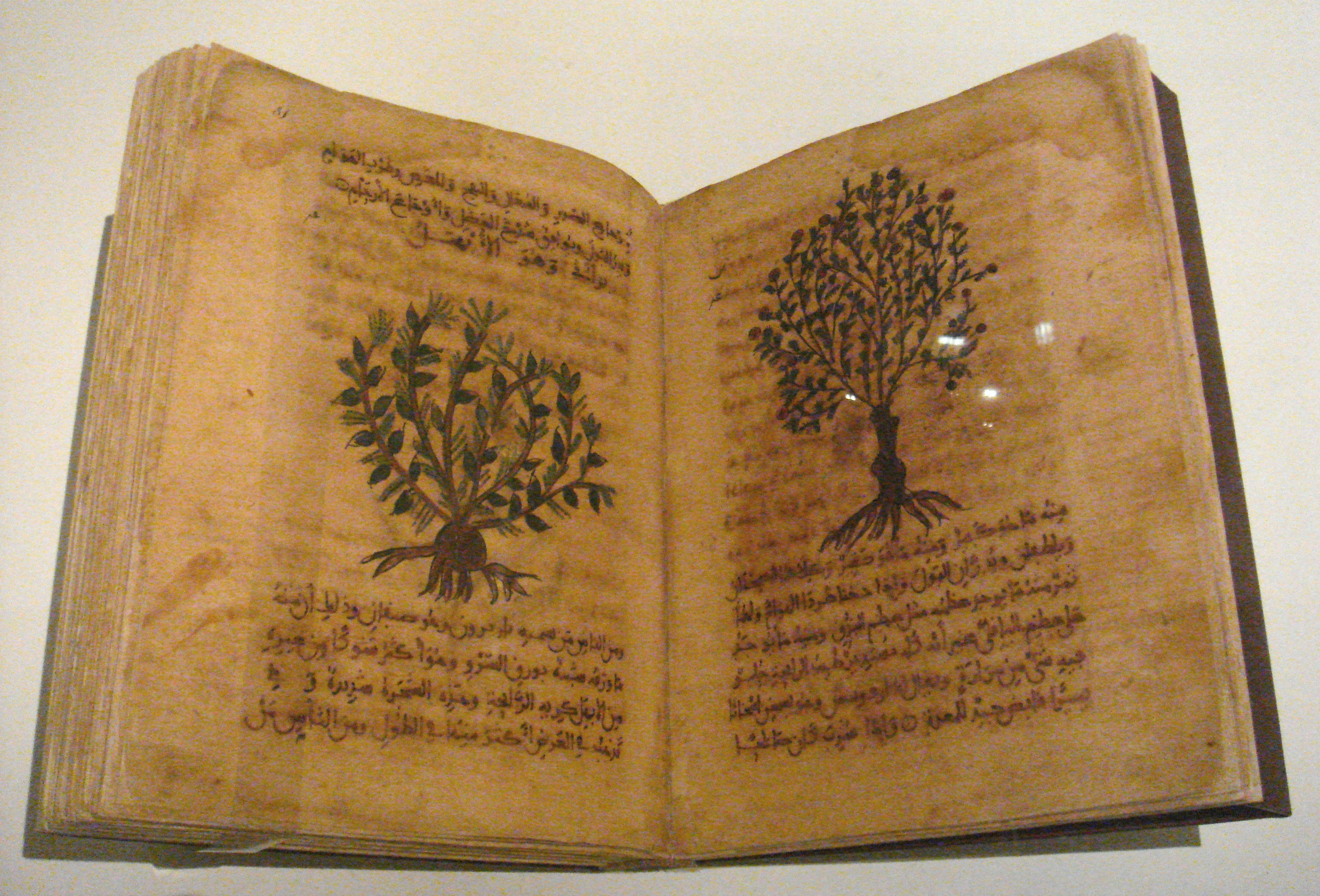
De Materia Medica de Dioscórides

Os romanos abordaram a questão da botânica com um sentido mais prático, menos aparentado com a ciência pura que com a engenharia ou a ciência aplicada. Exemplo deste carácter prático é a enciclopédia de Plínio, o Velho (23 - 79), Naturalis Historia (‘História natural’), obra volumosa, da qual se conhecem 37 livros, sendo os volumes 12 a 27 dedicados às plantas. É um amplo compêndio de factos e fantasias sobre os seres vivos, no qual se confunde por vezes o real com o fictício. Nesta obra, Plínio cita Teofrasto com frequência, e apesar do pouco discernimento botânico, no entanto, faz uma distinção entre a verdadeira botânica por um lado, e a agricultura e medicina por outro lado.
A mesma orientação prática animou a obra de Dioscórides (ca.  40–90), médico grego ao serviço do exército imperial romano, cuja obra De Materia Medica, é dedicada, como o seu título alude, ao herbalismo, tendo exercido grande influência nessa área do conhecimento até ao ano de 1600. De Materia Medica, nos seus livros 3 e 4, detalha observações de 600 plantas, as quais são classificadas de acordo com as suas propriedades farmacológicas, conseguindo reconhecer grupos naturais de plantas, tais como as labiadas (Lamiáceas) e as umbelíferas (Apiáceas), ainda que com descrições muito concisas. Trata-se de um importante trabalho, em que se reúne todo o saber fitoterapêutico da época e cuja influência dominou até ao Renascimento.
Em obras intituladas De Re Rustica, quatro escritores romanos contribuíram para um compêndio denominado Scriptores Rei Rusticae, publicado a partir do Renascimento, que fundava os princípios e práticas da agricultura. Esses autores eram Catão (234–149 a.C.), Varrão (116–27 a.C.) e em particular, Columela (4–70) e Paládio (século IV).
Estima-se que aproximadamente entre 1300 e 1400 espécies de plantas se conheciam na época do Império Romano.

## Idade Média

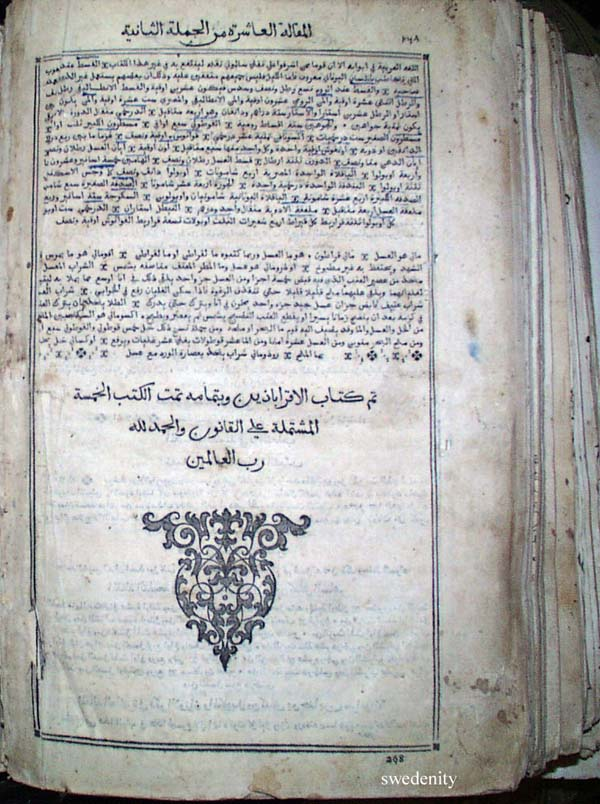
Uma cópia em árabe da obra de Avicena, O Cânone da Medicina

Na Europa Ocidental, depois de Teofrasto, a botânica passou um período sombrio durante 1800 anos, onde pouco progresso foi feito e mesmo alguns dos avanços anteriores foram perdidos. Enquanto que na Europa se entrava na Idade Média, um período de feudalismo desorganizado e indiferença para com a aprendizagem, na China, Índia e no mundo árabe, viveu-se um período de ouro. A filosofia chinesa tinha seguido um percurso com semelhanças ao dos antigos gregos. A enciclopédia-dicionário chinesa Erya data de aproximadamente 300 a.C. e descreve cerca de 334 plantas, classificadas como árvores ou arbustos, cada uma com um nome comum e uma ilustração. Entre os anos 100 e 1700, muitas novas obras de botânica farmacêutica foram produzidas, incluindo relatos enciclopédicos e tratados compilados para o corte imperial chinesa. Estes trabalhos estavam livres de superstições e mitos, possuindo cuidadas descrições e nomenclatura, devidamente pesquisadas. Incluíam informação sobre o cultivo e notas sobre os usos medicinais e económicos, chegando a ter monografias elaboradas sobre plantas ornamentais. No entanto, não havia um método experimental, nem análises do sistema sexual, da nutrição ou da anatomia.
Durante o período de 400 anos entre os séculos IX e XII deu-se a Renascimento islâmico, uma época onde a cultura e ciência islâmica prosperaram. Os textos greco-romanos foram preservados, copiados e o seu conteúdo complementado, apesar de os textos novos sempre enfatizarem o aspecto medicinal das plantas. O biólogo curdo Abu Hanifa de Dinavar (828 – 896) é conhecido como fundador da botânica árabe. A sua obra Kitâb al-nabât ("Livro das Plantas") descreve 637 espécies, discutindo o desenvolvimento vegetal, desde a germinação até à senescência, incluindo também detalhes sobre as flores e frutos. O filósofo e médico mutazilita Avicena (c. 980–1037) foi outra figura influente, sendo a sua obra O Cânone da Medicina considerada um marco histórico da medicina, muito considerado até à Era do Iluminismo. No início do século XIII, o biólogo árabe-andalusino Abu Alabas Anabati desenvolveu um método científico primordial para a botânica, introduzindo técnicas empíricas e experimentais no teste, descrição e identificação de numerosas materia medica, separando relatos não verificados daqueles com suporte em testes reais e em observações. O seu estudante, ibne Albaitar (ca.  1188–1248), foi um importante cientista árabe. A sua obra Kitab al-Jami fi al-Adwiya al-Mufrada era uma farmacopeia que descrevia 1400 espécies, 300 descobertas por ele próprio. Traduzido em latim no ano 1758, foi usado na Europa até ao inicio do século XIX como uma súmula crítica de séculos de farmacologia árabe.
Na Índia, as simples classificações artificiais de plantas do Rigueveda, Atarvaveda e Taittiriya Shakha tornaram-se com conteúdo mais botânico com a obra de Parashara (c. 400–500), o autor de Vṛksayurveda (a ciência da vida das árvores). Ele fez observações próximas de células e folhas e dividiu as plantas em Dvimatrka (dicotiledóneas) e Ekamatrka (monocotiledóneas). Os cotilédones foram posteriormente classificados em agrupamentos (ganas) com semelhanças às famílias botânicas modernas: Samiganiya (Fabáceas), Puplikagalniya (Rutáceas), Svastikaganiya (Crucíferas), Tripuspaganiya (Cucurbitáceas), Mallikaganiya (Apocináceas) e Kurcapuspaganiya (Asteráceas). Algumas das obras indianas importantes sobre fisiologia vegetal incluem o Prthviniraparyam de Udayana, o Nyayavindutika de Dharmottara, o Saddarsana-samuccaya de Gunaratna, e o Upaskara de Sankaramisra.

### A idade dos herbários
Na Idade Média europeia dos séculos XV e XVI, as vidas dos cidadãos estavam baseadas à volta da agricultura, mas quando a imprensa chegou, com os tipos móveis e ilustrações por xilogravura, não foram publicados tratados sobre agricultura mas sim listas de plantas medicinais com descrições sobre as suas "virtudes". Estes primeiros livros botânicos, conhecidos como herbários, mostravam que a botânica ainda fazia parte da botânica, assim como tinha sido durante a maior parte da história antiga. Os autores dos herbários eram muitas vezes curadores dos jardins das universidades, e a maioria dos herbários eram compilações derivadas de textos clássicos, especialmente o De Materia Medica. No entanto, a necessidade de descrições botânicas cuidadas e detalhadas, significava que alguns herbários eram mais botânicos do que médicos. A obra do alemão Otto Brunfels (1464–1534), Herbarum Vivae Icones (1530), continha as descrições de 47 espécies novas para a ciência, juntamente com ilustrações cuidadas. A obra de outro alemão, Hieronymus Bock (1498–1554), denominada Kreutterbuch, de 1539, descrevia plantas que o próprio encontrava nos matos e campos circundantes, sendo estas ilustradas na edição de 1546. No entanto, foi Valerius Cordus (1515–1544) o pioneiro nas descrições botânicas formais que detalhavam quer as flores quer os frutos, algumas características anatómicas incluindo o número de câmaras no ovário e o tipo de placentação do óvulo. Também foi ele que fez observações de pólen e distinguiu entre diversos tipos de inflorescência. A sua obra em cinco volumes, Historia Plantarum, foi publicada em 1561-1563, 18 anos após a sua morte, quando tinha apenas 29 anos. O flamengo Rembert Dodoens (1517–1585), na sua obra Stirpium Historiae (1583), incluiu descrições de muitas novas espécies originárias dos Países Baixos, num arranjo científico. Em Inglaterra, William Turner (1515–1568), na sua obra Libellus De Re Herbaria Novus (1538), publicou nomes, descrições e localidades de muitas espécies britânicas nativas.
OS herbários contribuíram para a botânicas ao despoletarem a ciência da descrição das plantas, da sua classificação e das ilustrações botânicas. Até ao século XVII, a botânica e a medicina eram uma e única ciência, mas esses livros que enfatizavam os aspectos médicos, eventualmente omitiam o saber popular sobre as plantas, tornando-se nas farmacopeias modernas; aqueles que omitiam a medicina tornaram-se mais botânicos e evoluíram nas modernas compilações a que chamamos de floras. Estas obras eram com frequência acompanhadas de espécimenes depositados num herbário, uma colecção de plantas secas que verificavam as descrições botânicas dadas nas floras. A transição dos herbários (livros) para as floras marcaram a separação final da botânica a partir da medicina.

## O Renascimento e o Iluminismo
A ressurgência do aprendizado durante o Renascimento europeu renovou o interesse pelas plantas. A Igreja, a aristocracia feudal e uma classe de mercadores com uma influência crescente que apoiava as ciências e as artes, ... 
As viagens marítimas de exploração regressavam com tesouros botânicos que eram incorporados nos novos jardins botânicos, públicos ou privados, introduzindo também a uma população ávida novas culturas agrícolas, drogas e especiarias, trazidas da Ásia, das Índias Orientais e do Novo Mundo.
O número de publicações científicas aumentou. Em Inglaterra, por exemplo, as causas e comunicações científicas eram facilitadas por instituições para a promoção do conhecimento científico, como a Royal Society (fundada em 1660) e a Linnean Society of London (fundada em 1788): também existia o apoio e as actividades de instituições botânicas como Jardim do Rei em Paris, o Chelsea Physic Garden, os Reais Jardins Botânicos de Kew, o Jardim Botânico de Oxford e o Jardim Botânico da Universidade de Cambridge, assim como a influência de importantes jardins privados e de ricos viveiristas.
No início do século XVII, o número de plantas descritas na Europa tinha atingido cerca de seis mil. Os valores de razão e da ciência proclamados pelo Iluminismo do século XVIII, juntaram-se a novas viagens a lugares longínquos, impulsionando outra fase, de cariz enciclopédico, na identificação, nomenclatura, descrição e ilustração de plantas. A "pintura floral" estaria possivelmente no seu auge neste período da história. Troféus vegetais vindos de lugares distantes decoravam os jardins dos poderosos e ricos da Europa, num período de entusiasmo pela história natural, especialmente a botânica (uma preocupação por vezes designada de "botanofilia") que não é provável voltar a acontecer.

### Jardins botânicos e herbários

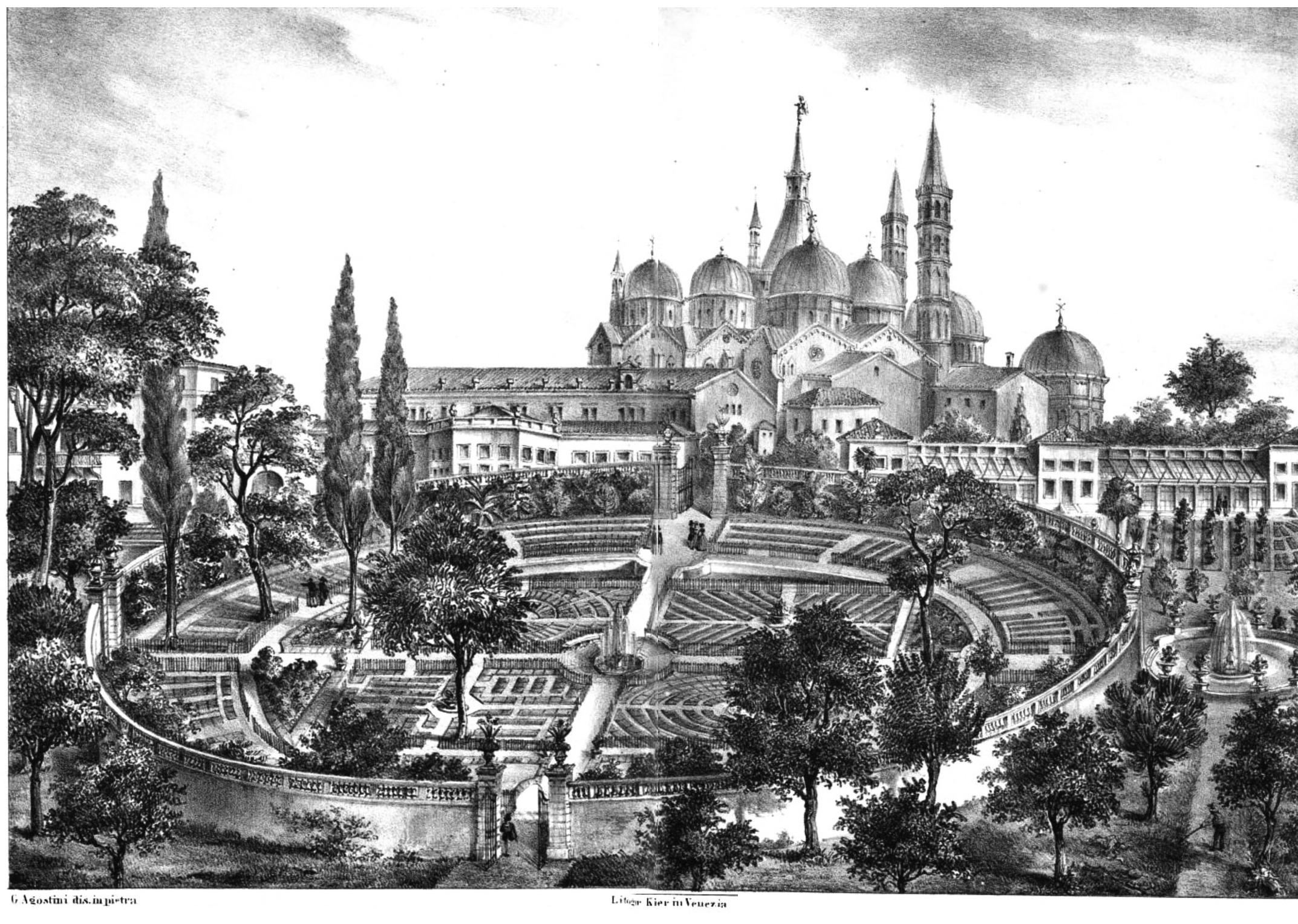
Impressão do século XVI do Jardim Botânico de Pádua (Jardim dos Simples) — o mais antigo jardim botânico académico que ainda persiste no local original

OS jardins públicos e privados sempre tiveram fortemente associados ao desenrolar histórico da ciência botânica. Os antigos jardins botânicos era jardins medicinais, repositórios de plantas medicinais descritos nos herbários. Como eram geralmente associados com universidades ou outras instituição académicas, as plantas também eram esadas para estudo. Os directores destes jardins eram médicos importantes com uma papel educacional de "jardineiros científicos" e eram os trabalhadores destas instituições que produziram os herbários publicados.
Os jardins botânicos da tradição moderna foram estabelecidos no norte de Itália, o primeiro em Pisa (1544), fundado por Luca Ghini (1490–1556). Apesar de ser de uma faculdade de medicina, a primeira cadeira de materia medica, essencialmente uma cadeira de botânica, foi estabelecida em Pádua, no ano de 1533. Depois, em 1534, Ghini tornou-se instrutor em materia medica na Universidade de Bolonha. Colecções de espécimenes prensados e secos eram denominados hortus siccus (jardim de plantas secas) e a primeira acumulação de plantas desta forma é atribuído a Ghini. Edifícios chamados herbaria abrigavam estes espécimenes montados em cartão com etiquetas descritivas. Armazenados em armários de forma sistemática, podiam ser preservados em perpetuidade e facilmente transferidos ou trocados com outras instituições, um procedimento taxonómico que ainda hoje é usado.
Pelo século XVIII os jardins medicinais foram-se transformando para serem demonstrações dos sistemas de classificação que nessa época estavam a ser elaborados por botânicos. Também tinham que acomodar o influxo de novas plantas curiosas e belas que eram trazidas de viagens de exploração, associadas a expansão colonial europeia.

### Dos herbários às floras
Os sistemas de classificação vegetal dos séculos XVII e XVIII começaram a relacionar as plantas entre si e não em relação ao ser humano, marcando um regresso à ciência botânica não-antropocêntrica promovida por Teofrasto, cerca de 1500 anos antes. Esta aproximação, junta com o sistema lineano de nomenclatura binomial, fez com que aparecessem enciclopédias botânicas sem informação médica, chamadas floras, que descreviam e ilustravam meticulosamente as plantas que cresciam em regiões particulares. O século XVII também marcou o início da botânica experimental e a aplicação de um rigoroso método científico, enquanto que melhoramentos na área da microscopia lançaram a nova disciplina de anatomia vegetal, cujas fundações foram lançadas por observações cuidadas efectuadas pelo inglês Nehemiah Grew e pelo Marcello Malpighi, e que durariam por 150 anos.

### Explorações botânicas
Konrad Gessner descobriu muitas novas plantas ao explorar os Alpes suíços. Ele propôs que existiam grupos ou géneros de plantas. Disse também que cada género era composto que muitas espécies e que estas eram definidas por terem fruto e flores semelhantes. Este princípio de organização lançou as fundações para o trabalho futuros dos botânicos; ele escreveu a sua importante obra Historia Plantarum pouco antes da sua morte. Carolus Clusius fez explorações através da maior parte da Europa Ocidental, fazendo descobertas no reino vegetal, tendo sido o primeiro a propor dividir as plantas em classes.Helmsley 2004</ref>
Mais novos territórios estavam disponíveis para as potências coloniais europeias, fazendo com que riquezas botânicas fossem trazidas para a Europa para serem descritas. Esta foi a era romântica dos exploradores botânicos, dos coleccionistas botânicos e dos jardineiros-botânicos. Colecções botânicas significativas vieram de: Índias Ocidentais (Hans Sloane (1660–1753)); China (James Cunningham); das ilhas das especiarias das Índias Orientais (Molucas, George Rumphius (1627–1702)); China e Moçambique (João de Loureiro (1717–1791)); África Ocidental (Michel Adanson (1727–1806)) que esquematizou o sei próprio esquema de classificação e propôs um esboço de teoria da mutabilidade das espécies; Canadá, Hébridas, Islândia, Nova Zelândia pelo botânico-chefe do Capitão James Cook, Joseph Banks (1743–1820).

### Classificação e morfologia

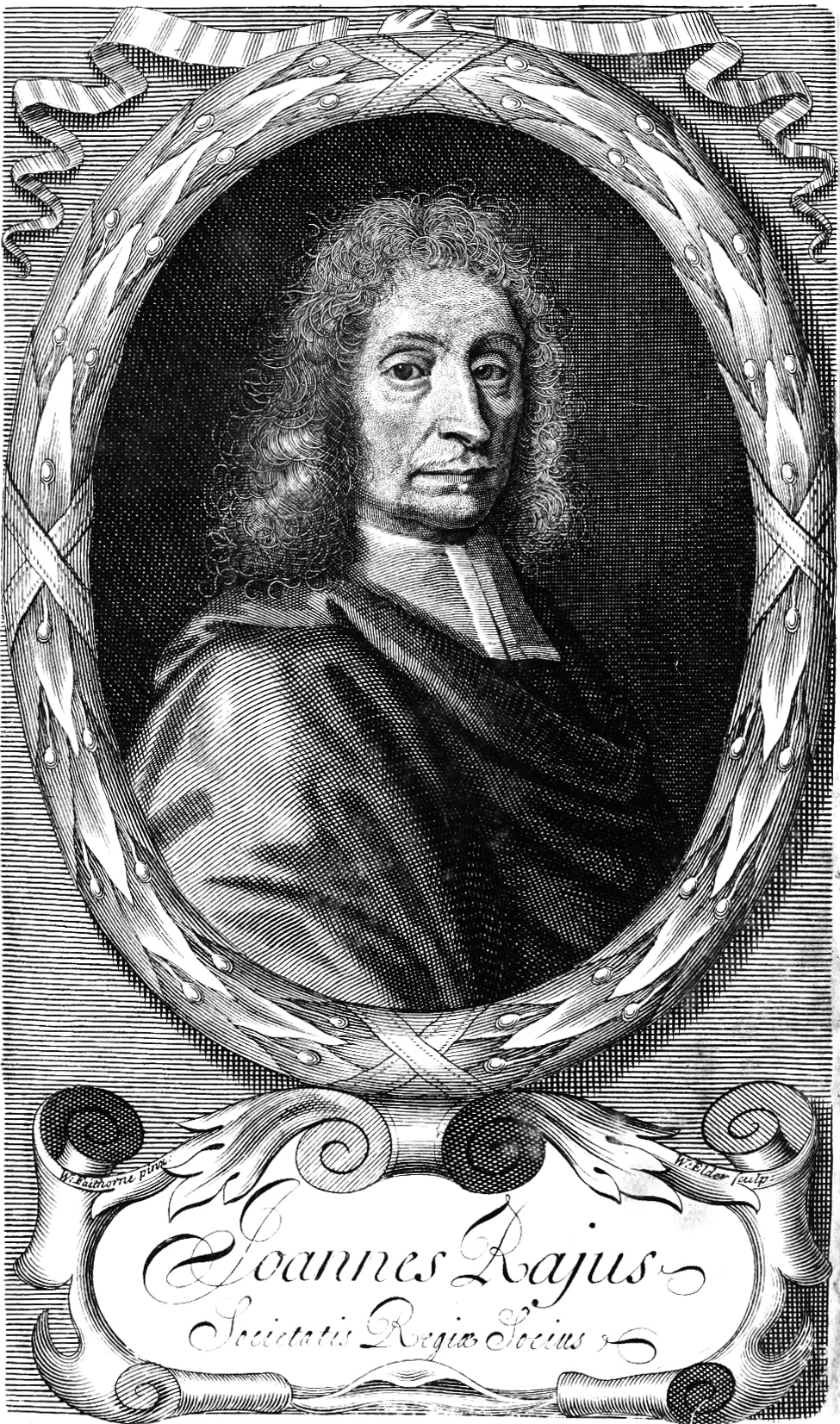
John Ray (1693)

Pelo meio do século XVIII, o espólio botânico resultante da era de exploração estava a acumular em jardins e em herbários, sendo necessária a sua catalogação sistemática. Esta seria uma tarefa a ser realizada pelos taxonomistas, os classificadores de plantas.
A classificação vegetal sofreu modificações ao longo do tempo, de sistemas "artificiais" baseados no hábito geral e na forma, até sistemas "naturais" pré-evolucionistas que expressavam as semelhanças usando uma ou muitas características, dando por fim lugar a sistemas "naturais" pós-evolucionistas que usavam características das plantas para inferir relações evolutivas.
O médico italiano Andrea Cesalpino (1519–1603) estudou medicina e botânica na Universidade de Pisa por cerca de 40 anos, tornando-se Director do Jardim Botânico de Pisa, de 1554 até 1558. A sua obras em dezasseis volumes, De Plantis (1583), descrevia 1500 plantas e o seu herbário de 260 páginas e espécimenes montados, ainda se mantêm até aos nossos dias. Caesalpino propôs classes de plantas com base nas estruturas detalhadas das flores e dos frutos; Também aplicou o conceito de género. Foi o primeiro a tentar e a derivar princípios de classificação natural que reflectiam as semelhanças gerais entre plantas, tendo produzido um esquema de classificação que era avançado para a época. Gaspard Bauhin (1560–1624) produziu duas publicações importantes, Prodromus Theatrici Botanici (1620) e Pinax (1623). Estas obras trouxeram ordem às seis mil espécies descritas e na segunda obra usou binomiais e sinónimos que poderão bem ter influenciado o pensamento de Lineu. Também insistiu que a taxonomia deveria ser baseada em afinidades naturais.
Para apurar a precisão da descrição e classificação, Joachim Jung (1587–1657) compilou uma muito necessária terminologia botânica que sobreviveu ao teste do tempo. O botânico inglês John Ray (1623–1705), aproveitando o trabalho de Jung, estabeleceu a mais elaborado e perspicaz sistema de classificação da época. As suas observações começaram com as plantas locais de onde ele vivia, em Cambridge, culminando na obra Catalogus Stirpium circa Cantabrigiam Nascentium (1860), que mais tarde foi expandida para a sua obra Synopsis Methodica Stirpium Britannicarum, essencialmente a primeira flora britânica. A sua obra Historia Plantarum (1682, 1688, 1704) providenciou uma passo mais para uma flora mundial, à medida que incluía mais a mais plantas, primeiro das regiões continentais e depois de outras regiões. Também expandiu a sistema natural de Cesalpino com uma definição mais precisa dos níveis mais altos da classificação, derivando desse processo muitas das famílias modernas, afirmando também que todas as partes das plantas eram importantes na classificação. Reconheceu que a variação advém de causas internas (genotípicas) e de causas ambientais externas (fenotípicas), e que apenas as primeiras eram de significância taxonómica. Foi também um dos primeiros fisiologistas experimentais. A obra Historia Plantarum pode ser vista como a primeira síntese botânica e livro de texto da botânica moderna. De acordo com o historiador botânico Alan Morton, Ray "influenciou quer a teoria, quer a prática da botânica de forma mais decisiva que qualquer outra pessoa na segunda metade do século XVII. O sistema de famílias de Ray foi mais tarde expandido por Pierre Magnol (1638–1715) e Joseph de Tournefort (1656–1708), um estudante de Magnol, alcançou a notoriedade pelas suas expedições botânicas, o seu ênfase nas características florais na classificação, e por reviver a ideia de género como unidade básica de classificação.

### O período lineano

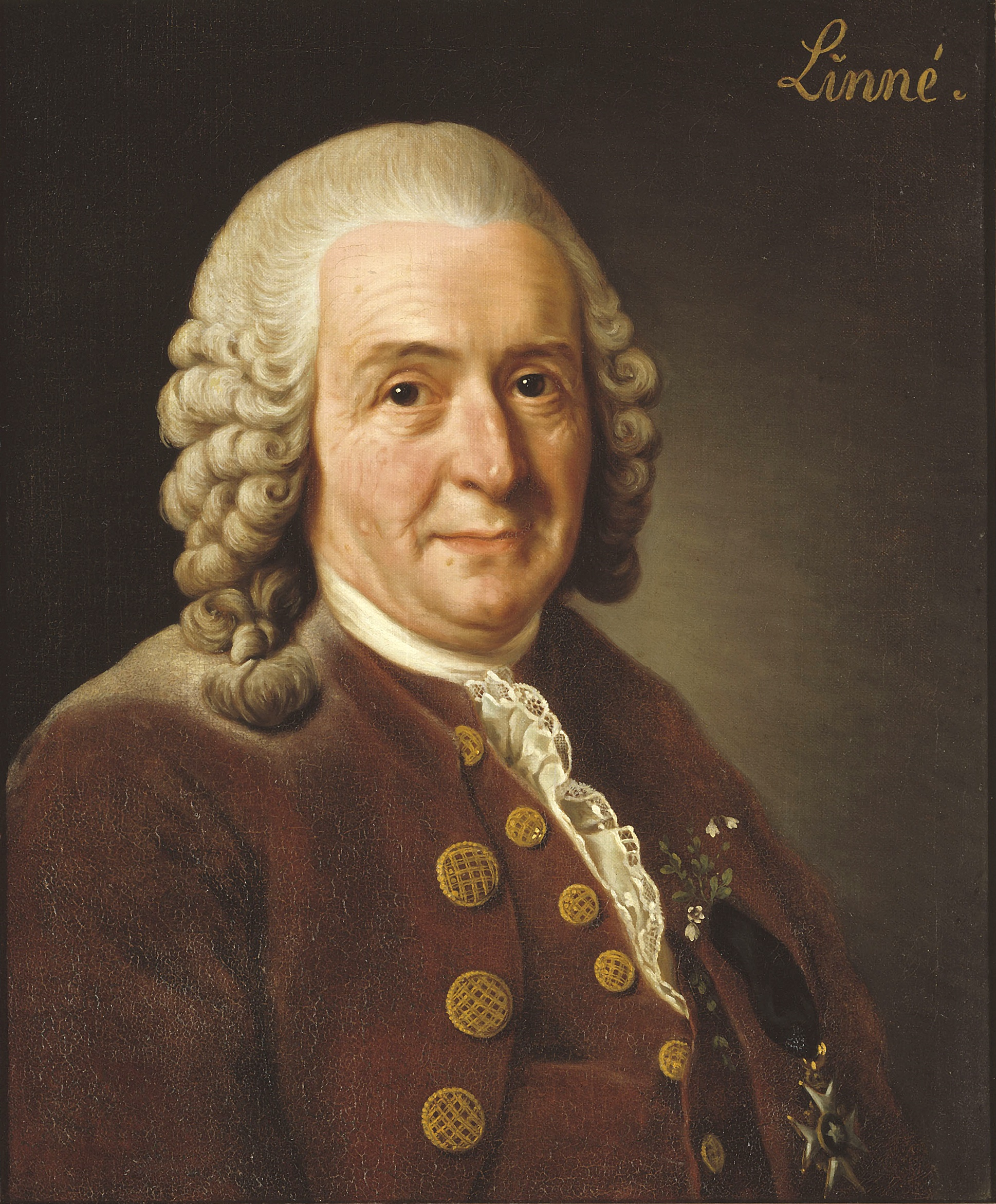
Carlos Lineu.

A obra de Rudolf Jakob Camerarius (1665-1721), De sexu plantarum epistola (1694), teve grande importância já que colocou em evidência o carácter sexual das flores, órgãos que a partir de então adquiririam grande importância para os botânicos como critério de classificação. Com as ideias de Camerarius sobre a sexualidade das flores inicia-se o último sistema de classificação artificial e a obra de um dos botânicos mais influentes no desenvolvimento posterior da ciência botânica: Carlos Lineu.
Carlos Lineu (ou Linnaeus, 1707-1778), publicou em 1735 Systema Naturae, que através de um sistema sexual (clavis systematis sexualis) separa os vegetais em 24 classes segundo as características do androceu: 23 classes de plantas com flores e uma última, a XXIV, denominada "Cryptogamia" (definida como a classe que continet vegetabilia quorum fructificationes oculis nostris se subtrahunt, et structure ab aliis diversa gaudent, o seja, que "contém os vegetais cujos frutos se ocultam a nossos olhos e gozam de uma estrutura diversa dos demais") e dividida em 4 ordens que correspondem aos fetos, musgos, algas e fungos.

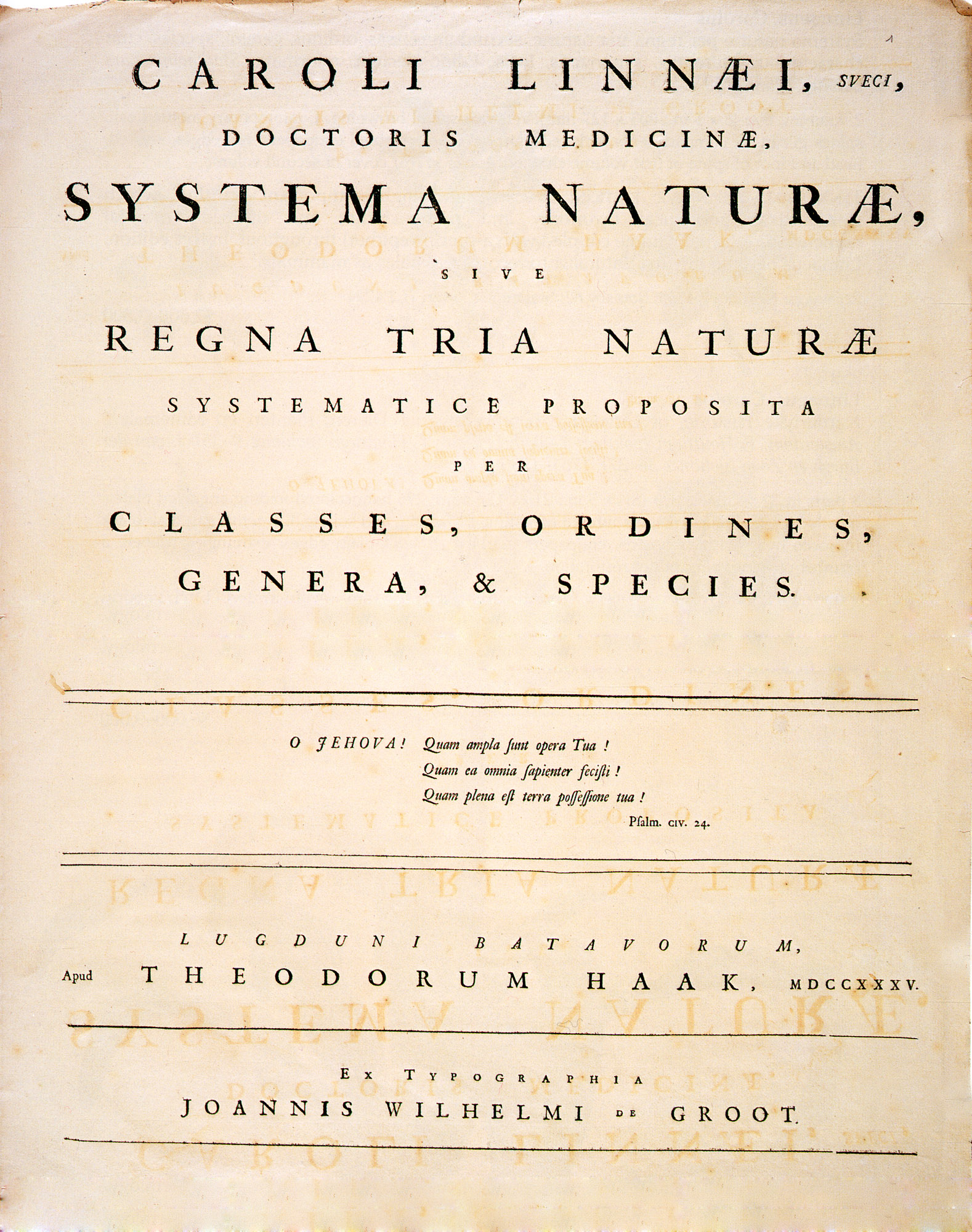
Systema naturae. Capa da primeira edição (Leiden, 1735).

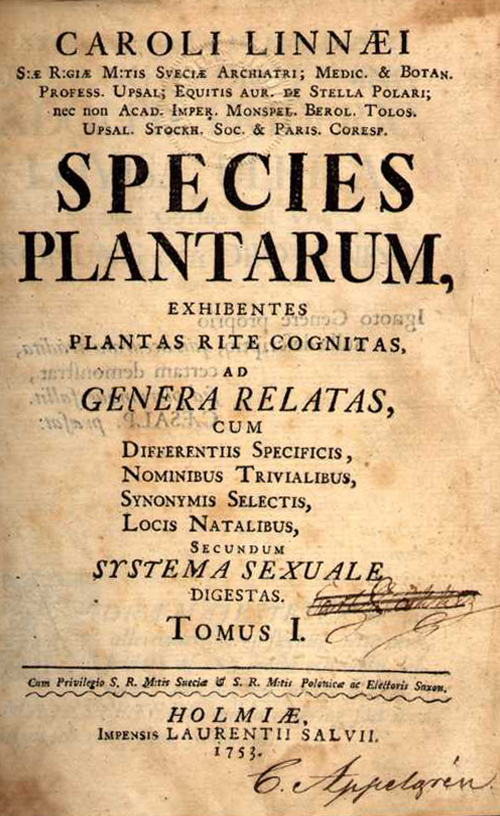
Species Plantarum.

| - i Monandria, plantas com um só estame. - ii Diandria, plantas com dois estames. - iii Triandria, três estames. - iv Tetrandria, quatro estames. - v Pentandria, cinco estames. - vi Hexandria, seis estames. - vii Heptandria, sete estames. - viiiOctandria, oito estames. - ix Enneandria, nove estames. - x Decandria, dez estames. - xi Dodecandria, doze estames. - xii Icosandria, plantas com mais de doze estames, unidos ao cálice. | - xiii Polyandria, mais de doze estames, unidos ao receptáculo. - xiv Didynamia, estames didínamos. - xv Tetradynamia, estames tetradínamos. - xvi Monadelphia, estames monadelfos. - xvii Diadelphia, estames diadelfos. - xviii Polyadelphia, estames poliadelfos. - xix Syngenesia, estames com anteras unidas. - xx Gynandria, estames unidos ao pistilo. - xxi Monoecia, plantas monoicas. - xxii Dioecia, plantas dioicas. - xxiii Polygamia, plantas polígamas. - xxiv Cryptogamia, plantas sem flores. |

Em Classes plantarum (1738), Lineu esboçou uma classificação natural ao estabelecer 28 ordens "naturais", cada uma equivalente aproximadamente a uma família actual, já que o mesmo reconheceu a artificialidade do seu sistema anterior. Depois da publicação das suas obras Genera plantarum (1737; 2ª ed. 1754) e  Philosophia Botanica (1751), em 1753 aparece a sua obra Species Plantarum, onde utilizou de forma sistemática a nomenclatura binomial (já introduzida em «Oländska och Gothlänska Resa», 1745) para descrever aproximadamente seis mil espécies (de cerca de mil géneros), conservando a terminologia polinomial anterior juntamente com a terminologia binominl. A primeira edição de dita obra foi tomada no congresso de botânica de Viena (1900), como ponto de partida da nomenclatura botânica actual.
A Lineu são atribuídas várias inovações centrais na taxonomia. Em primeiro lugar, a utilização da nomenclatura binomial das espécies em conexão com uma rigorosa caracterização morfológica das mesmas. Em segundo lugar, o uso de uma terminologia exacta. Baseado no trabalho de Jung, Lineu definiu com precisão vários termos morfológicos que seriam utilizados nas suas descrições de cada espécie ou género, em particular aqueles relacionados com a morfologia floral e com a morfologia do fruto. Lineu pensava que a finalidade da botânica era a de estabelecer um sistema natural. Numa das suas tentativas, tratou de formalizar um sistema baseado no número, distribuição e grau de fusão das pétalas e dos estames (o denominado "sistema sexual de classificação"). Não obstante, o mesmo Lineu notou as falhas do seu sistema e procurou em vão novas alternativas. O seu conceito de constância de cada espécie foi um obstáculo óbvio para lograr estabelecer um sistema natural já que essa concepção de espécie negava a existência das variaçções naturais, as quais são essenciais para o desenvolvimento de um sistema natural. Esta contradição permaneceu durante muito tempo e não foi resolvida até 1859, com a obra de Charles Darwin.

### Anatomia

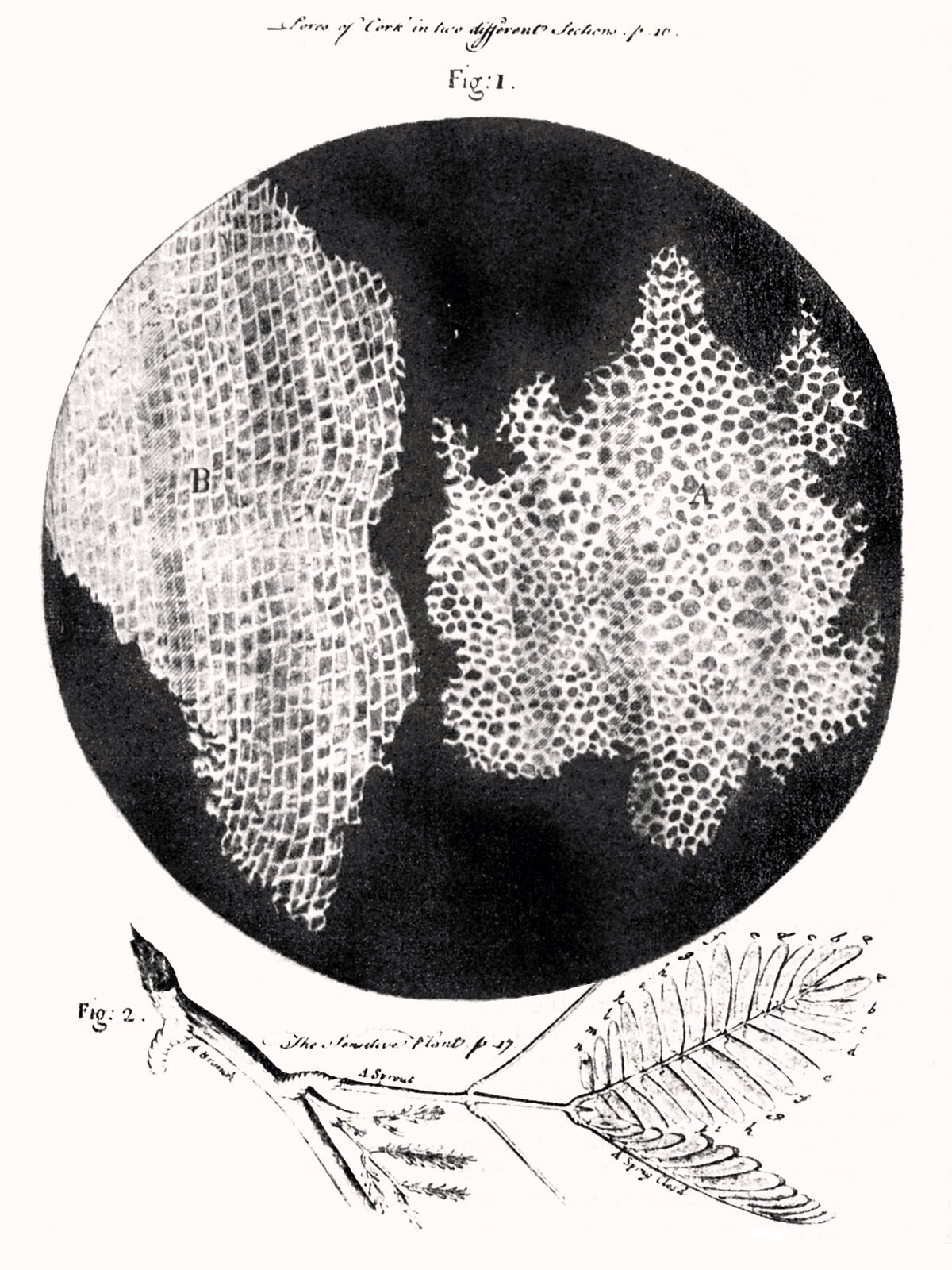
Células na cortiça, segundo Robert Hooke.

No final do século XVII iniciaram-se as primeiras observações de plantas ao microscópio e alcançaram um grande desenvolvimento os estudos sobre anatomia vegetal, que tanta influência iria exercer nos sistemas de classificação posteriores. Ao observar folhas ao microscópio, o italiano Giovanni Alfonso Borelli (1608-1679) viu manchas, nervuras, pelos simples e estrelados. A microscopia das plantas alcançou um grande interesse e consideram-se os ingleses Robert Hooke (1635-1703) e Nehemiah Grew (1628- 1711), o italiano Marcello Malpighi (1623-1694) e o holandês Anton van Leeuwenhoek (1630-1723) como os exponentes desta disciplina no último terço do século XVII.

Robert Hooke estudou os movimentos rápidos de Mimosa pudica, que ao ser tocada numa das folhas, estas se fecham em poucos segundos.

Considera-se Hooke como o inventor do microscópio, com o qual observou diferentes tecidos e órgãos vegetais. A sua obra mais importante, Micrographia (1667), continha uma grande quantidade de observações realizadas com o microscópio, a mais notória das quais era a descrição do tecido da cortiça, no qual pode observar pequenas câmaras, que denominou de células. Para além dos seus estudos descritivos, também trabalhou em alguns processos fisiológicos das plantas, tais como a posição de dormência e vigília das folhas de Mimosa pudica. Hooke postulou que esse movimento das folhas era causado pela excreção (exalação) de um líquido muito delicado. Explicou também que o ardor que causam as urtigas se devia ao fluxo de uma «seiva cáustica» a partir dos pêlos da planta.
Leeuwenhoek efectuou na mesma época as primeiras observações de organismos microscópicos. Marcello Malpighi (1628-1694) aplicou o microscópio ao estudo da anatomia de toda a classe de organismos; a sua obra  Anatomia Plantarum (1675), contem estudos sobre a anatomia das plantas e descrições sistemáticas de várias partes delas como o córtex, a caule, as raízes e as sementes, aclarando processos como a germinação ou a formação das galhas. Observou e descreveu os feixes vasculares e os estomas, ainda que não tenha dado uma explicação acertada da sua função. Muitas deas figuras de Malpighi sobre a anatomia das plantas não foram compreendidas pelos botânicos da sua época, até que tais estruturas foram redescobertas no século XIX. Grew examinou metodicamente as estruturas das diversas partes das plantas, observando que todas elas eram compostas de células. É considerado como um dos fundadores do estudo da anatomia das plantas. O primeiro dos seus grandes livros, An idea of a philosophical history of plants, foi publicado em 1672 e a este lhe seguiu, em 1682, o seu Anatomy of plants, o qual consistia em 4 volúmes: Anatomy of Vegetables begun, Anatomy of Roots, Anatomy of Trunks e Anatomy of Leaves, Flowers, Fruits and Seeds. É recordado pelo seu reconhecimento das flores como órgãos sexuais e pela descrição das suas partes constitutivas. Descreveu também os grãos de pólen, observando como eram transportados pelas abelhas, ainda que não tenha alcançado o significado desta observação.

### Fisiologia vegetal
Bernard Palissy (1510-1590) explicou a razão das plantas necessitarem de fertilizante. Afirmava que as plantas cultivadas tomavam do solo uma determinada quantidade de "sais» (sem esclarecer ao que se referia quando usava essa palavra) e tinha que compensar essa perda com o fertilizante proveniente do estrume ou das cinzas de palha. As duas ideais não encontraram eco na sua época.
John Woodward (1665-1728) mostrou em 1714 que as sementes germinadas não se desenvolvem em água pura, mas fazem-no normalmente quando à água é adicionado um extracto de solo. Jan Van Helmont (1577-1644) deu os primeiros passos para a compreensão do papel da água na nutrição ds plantas, mas foi Edme Mariotte quem demonstrou que para formar a sua massa, as plantas necessitam para além da água, matéria tomada do solo e do ar.

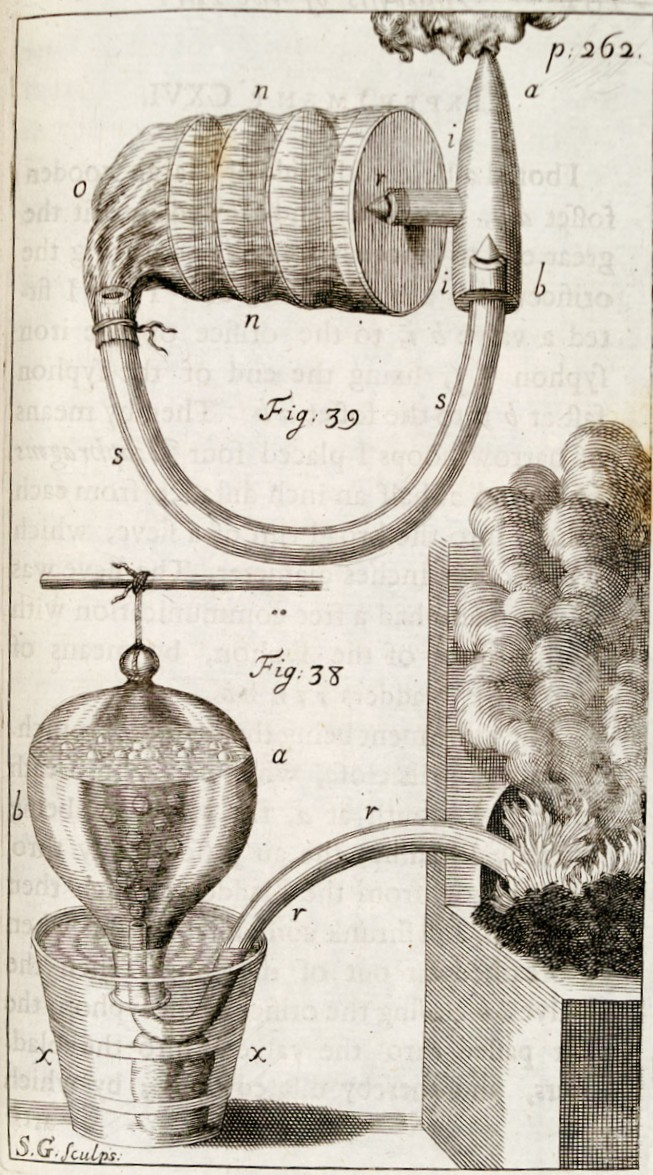
Página 262 de Vegetable staticks de Stephen Hales.